# Tanner McGrew
Tanner McGrew (Buckhannon, 12 luglio 1993) è un cestista statunitense, professionista in Australia, Europa e D-League.

## Carriera

### Club
Dopo quattro anni al West Virginia Wesleyan College in NCAA Division II, di cui l'ultimo giocato a 22,57 punti e 12,37 rimbalzi a partita, a maggio 2016 firma nella Queensland Basket League (campionato estivo semi-professionista australiano) con i South West Metro Pirates, vincendo anche il titolo di MVP. Il 7 settembre firma in Europa con il SISU Basketball Klub di Copenaghen, chiudendo la regular season in doppia doppia di media (16,64 punti e 10,58 rimbalzi, vincendo la speciale classifica di quest'ultima statistica), mentre la squadra viene eliminata al secondo turno dei play-off dagli Horsens IC. Nell'estate del 2017 torna in Australia ancora con la maglia dei South West Metro Pirates, dove è nominato Player of the Week alla 10ª settimana, con una prestazione da 41 punti, 17 rimbalzi e 3 assist. Chiude il campionato con 22,3 punti e 12,4 rimbalzi a partita. Contemporaneamente, il 10 luglio, firma per la stagione successiva nella Pro B francese con il Saint-Chamond Basket. Termina la stagione con poco meno di 10 punti di media a partita, mentre nella successiva torna negli Stati Uniti, dove veste la maglia dei Memphis Hustle, squadra di D-League. Dopo 25 partite a quasi 5 punti di media, il 21 gennaio 2019, viene scambiato con la quarta scelta al draft 2019 della D-League dei Salt Lake City Stars. Dopo aver giocato 7 partite nella NBA Summer League con gli Utah Jazz (6,3 punti di media), firma per la stagione 2019-2020 in Portogallo per il Porto, con cui vince subito la Supercoppa, venendo anche eletto MVP della finale con 17 punti e 13 rimbalzi.

### Nazionale
Il 12 febbraio 2019 è stato convocato nella Nazionale di pallacanestro degli Stati Uniti d'America per la finestra delle Qualificazioni al Campionato mondiale maschile di pallacanestro 2019, con la quale esordisce il 22 febbraio, nella vittoria su Panama.

## Statistiche

### Nazionale
| Cronologia completa delle presenze e dei punti in Nazionale - Stati Uniti | Cronologia completa delle presenze e dei punti in Nazionale - Stati Uniti | Cronologia completa delle presenze e dei punti in Nazionale - Stati Uniti | Cronologia completa delle presenze e dei punti in Nazionale - Stati Uniti | Cronologia completa delle presenze e dei punti in Nazionale - Stati Uniti | Cronologia completa delle presenze e dei punti in Nazionale - Stati Uniti | Cronologia completa delle presenze e dei punti in Nazionale - Stati Uniti | Cronologia completa delle presenze e dei punti in Nazionale - Stati Uniti |
| Data                                                                      | Città                                                                     | In casa                                                                   | Risultato                                                                 | Ospiti                                                                    | Competizione                                                              | Punti                                                                     | Note                                                                      |
| ------------------------------------------------------------------------- | ------------------------------------------------------------------------- | ------------------------------------------------------------------------- | ------------------------------------------------------------------------- | ------------------------------------------------------------------------- | ------------------------------------------------------------------------- | ------------------------------------------------------------------------- | ------------------------------------------------------------------------- |
| 22/02/2019                                                                | Greensboro                                                                | Stati Uniti                                                               | 111 - 80                                                                  | Panama                                                                    | Qual. Mondiali 2019                                                       | 5                                                                         | [ 10 ]                                                                    |
| 26/02/2019                                                                | Greensboro                                                                | Stati Uniti                                                               | 84 - 83                                                                   | Argentina                                                                 | Qual. Mondiali 2019                                                       | 0                                                                         | [ 11 ]                                                                    |
| Totale                                                                    |                                                                           | Presenze                                                                  | 2                                                                         |                                                                           | Punti                                                                     | 5                                                                         |                                                                           |

## Palmarès

### Squadra
- Supertaça de Portugal de Basquetebol: 1

Porto: 2019
- Copa Princesa de Asturias: 1

Palencia: 2023

### Individuale
- Queensland Basket League MVP: 1

2016
- Supertaça de Portugal de Basquetebol MVP: 1

2019
- MVP Copa Princesa de Asturias: 1

Palencia: 2023